# Wonder World
 Wonder World es el segundo álbum de estudio de la banda de chicas surcoreanas Wonder Girls.Se publicó el 7 de noviembre de 2011 al mismo tiempo que el sencillo «Be My Baby». El disco fue producido por Park Jin-Young.

## Antecedentes y Grabación
El 23 de octubre JYP Entertainment y los miembros revelado un nuevo cartel que decía "RU Ready?" que pesa sobre la construcción de su empresa con una nueva versión del logo Wonder Girls ahora en un elegante diseño negro nuevo. Más tarde,  JYPE confirmó que los distribuidores digitales del grupo de música han decidido una fecha de lanzamiento para el álbum del grupo segundo funcionario a ser el 7 de noviembre. Sin embargo, el único grupo será la promoción en Corea del Sur durante un mes, ya que también se están preparando para su gira de promoción en Asia en diciembre. También se informó de que durante la preparación para las promociones de su regreso, el grupo ha reclutado la ayuda de algunas grandes figuras internacionales.

### Concepto y Obras Artísticas
El grupo ha trabajado con grandes figuras internacionales para el concepto del álbum. Reconocido coreógrafo Jonte Moaning, que trabajó con el estadounidense R & B artista Beyoncé por su canción "Freakum Dress", y ha servido como un bailarín de respaldo para " Single Ladies ", ayudó a coreografiar el video del grupo musical de "Be My Baby". Diseñador Johnny Wujek, que también era la estilista de moda para América.

## Composición
Varios miembros del grupo participaron en la lista de canciones del álbum. Yeeun participó como compositor y letrista de la canción "GNO", así como la disposición y el compositor de "Me, in". En una entrevista comentó sobre la fuerte influencia americana que había recibido mientras trabajaba en la nueva música en el álbum como ella declaró: "Cuando fui a un club, he oído canciones de Rihanna y  LMFAO Pensamos que sería bueno si pudiéramos hacer que la música de club, bien hecho, en Corea".

## Lanzamiento y promoción
Con el fin de promocionar el lanzamiento del álbum, JYP Entertainment lanzado por primera vez imágenes tentadoras el 24 de octubre con el tema "RU Ready?", Que apareció en frente del edificio de la empresa. Los miembros comenzaron las promociones para el álbum con una actuación en directo de "GNO" y "Be My Baby" en  KBS s Music Bank el 11 de noviembre.
Posteriormente, el grupo comenzó a realizar Girls Girls en algunos programas de música durante mediados de enero en lugar de la pista de título antes de las promociones del álbum terminado.

## Listado de la pista
Todas las letras escritas por sí, toda la música compuesta por sí. 
| Wonder World |                                                                                               |                                                            |                                                            |          |  |
| N.º          | Título                                                                                        | Letras                                                     | Música                                                     | Duración |  |
| 1.           | «G.N.O.» (Girls Night Out. Rap por Yeeun, Cho Jong-soo.)                                      | Park Yeeun                                                 | Park Yeeun, Lee Min Woo, Fredrik                           | 3:31     |  |
| 2.           | «Be My Baby»                                                                                  | J.Y. Parque "El Asiansoul"                                 | J.Y. Parque "El Asiansoul"                                 | 3:32     |  |
| 3.           | «Chicas» (Rap por Yubin.)                                                                     | Yubin, Shim Eunji                                          | Arandela de ajuste Eunji                                   | 3:35     |  |
| 4.           | «Me, en» (Shin Jung-hyeon's "La Belleza". Reordenación de Yeeun, Woo Min Lee. Rap por Yubin.) | Yubin, Yeeun, Shin Hyeon Jung                              | Shin Jung Hyeun, Yeeun                                     | 3:15     |  |
| 5.           | «Sweet Dreams» (Rap por Yubin.)                                                               | Yubin Baby, Billion Dollar, noday                          | DeepFrost, Shim Eunji                                      | 3:35     |  |
| 6.           | «¡Alto!»                                                                                      | Hong Jisang                                                | Hong Jisang                                                | 3:23     |  |
| 7.           | «Dear. Niño»                                                                                  | Jessica Martínez, Nikki Flores                             | Fingazz, DJ Nure                                           | 3:23     |  |
| 8.           | «두고두고 (Du Du Go Go)» (Sunye y Yeeun dueto)                                                | J.Y. Parque "El Asiansoul"                                 | J.Y. Parque "El Asiansoul"                                 | 3:47     |  |
| 9.           | «SuperB» (Yubin y Sohee dueto)                                                                | Kim Ina                                                    | East4A                                                     | 3:21     |  |
| 10.          | «Ley Cool (Feat. San E)» (Lim solitario, Rap por Lim)                                         | Lim, San-E                                                 | Lim, San-E                                                 | 3:34     |  |
| 11.          | «Be My Baby (Ra.D Mix)»                                                                       | J.Y. Parque "El Asiansoul"                                 | J.Y. Parque "El Asiansoul"                                 | 3:28     |  |
| 12.          | «Nu Shoes»                                                                                    | Woo S. Rhee Rainstone ', Alexander Kronlund, Lukas Hilbert | Woo S. Rhee Rainstone ', Alexander Kronlund, Lukas Hilbert | 3:30     |  |
| 13.          | «Be My Baby (Versión en Inglés)»                                                              | J.Y. Parque "El Asiansoul"                                 | J.Y. Parque "El Asiansoul"                                 | 3:32     |  |
| 45:26        |                                                                                               |                                                            |                                                            |          |  |